# Enicospilus incubus
Enicospilus incubus là một loài tò vò trong họ Ichneumonidae.